# فسنجان
فِسِنْجُون وهي اكلة عراقية مُنكَّهة بعصير الرمان والجوز المطحون
عادةً ما يكون هذا الطبق مصنوعاً مع الدواجن (بط أو دجاج) .
اعتماداً على طريقة الطَّهي، فإنه يمكن أن يكون الطَّعم حلو أو حامض
ويتم تقديم فِسِنْجُون مع الأرز الأبيض أو الأصفر.